# Colin Renfrew
Andrew Colin Renfrew (Stockton-on-Tees, 25 luglio 1937 – Cambridge, 24 novembre 2024) è stato un archeologo britannico.
Il suo nome è legato all'ipotesi anatolica sulla Urheimat protoindoeuropea (patria originaria dei protoindoeuropei), che si contrappone alla teoria kurganica di Marija Gimbutas, secondo la quale i protoindoeuropei sarebbero vissuti nel VII-VI millennio a.C. in Anatolia e da lì si sarebbero progressivamente irraggiati, per trasmissione culturale e non per migrazione fisica, verso l'Europa, portando con sé le conquiste della Rivoluzione agricola del Neolitico.

## Biografia
Dopo gli studi a St Albans (Hertfordshire), dal 1956 al 1958 prestò servizio presso l'Aviazione militare britannica. Terminata la leva, frequentò i corsi di Archeologia e di Antropologia presso il St John's College dell'Università di Cambridge, dove si laureò nel 1961. Nel 1965 discusse la sua tesi di dottorato Neolithic and Bronze Age cultures of the Cyclades and their external relations ("Le culture neolitiche e dell'Età del bronzo delle Cicladi e le loro relazioni esterne") e si sposò con Jane M. Ewbank.
Dal 1965 fu ricercatore presso il dipartimento di Preistoria e Archeologia dell'Università di Sheffield; tra il 1968 e il 1970 condusse scavi archeologici a Sitagroi, in Grecia. Nel 1972 ottenne la cattedra di Archeologia all'Università di Southampton, dirigendo in seguito scavi sulle Isole Orcadi (Gran Bretagna) e a Milo (Grecia); più tardi tornò a Sitagri, dove lavorò anche con Marija Gimbutas.
Nel 1981 fu chiamato all'Università di Cambridge, dove insegnò Archeologia fino all'anno del suo ritiro dalla docenza (2001). Nel 1990 divenne direttore dell'Istituto di Ricerca archeologica "McDonald". Dal 2004 fu presidente del Managing Council for the British School ad Atene.

## Onorificenze
- Nel 1991 è stato nominato "barone di Kaimsthorn", nel distretto di Renfrew (Scozia)
- Nel 2004 è stato insignito del Premio Balzan per l'Archeologia preistorica

## Opere
- The Emergence of Civilisation: The Cyclades and the Aegean in The Third Millennium BC, Londra 1972.
- Before Civilisation, the Radiocarbon Revolution and Prehistoric Europe, Pimlico, Londra 1973. ISBN 0-7126-6593-5 Trad. it.: L' Europa della preistoria, Laterza, Roma-Bari 1996
- An Island Polity, the Archaeology of Exploitation in Melos, con Malcolm Wagstaff (ed.), Cambridge University Press, Cambridge 1982.
- Transformations: Mathematical Approaches to Culture Change, con Kenneth L. Cooke (ed.), Academic Press, New York 1979.
- The Archaeology of Cult, the Sanctuary at Phylakopi (ed.), British School at Athens and Thames & Hudson, Londra 1985.
- Archaeology and Language: The Puzzle of Indo-European Origins, Pimlico, Londra 1987. ISBN 0-7126-6612-5. Trad. it.: Archeologia e linguaggio, Laterza, Roma-Bari 1992.
- Archaeology: Theories, Methods and Practice, con Paul Bahn, Thames and Hudson, Londra 1991. ISBN 0-500-28147-5 Trad. it.: Archeologia. Teoria, metodi, pratica, Zanichelli, Bologna 2006.
- Loot, Legitimacy and Ownership: The Ethical Crisis in Archaeology, Duckworth, Londra 2000. ISBN 0-7156-3034-2
- Figuring It Out: The Parallel Visions of Artists and Archaeologists, Thames and Hudson, Londra 2003. ISBN 0-500-05114-3
- Prehistoric Sitagroi: excavations in northeast Greece, 1968-1970, con Marija Gimbutas ed Ernestine S. Elster (ed.), Cotsen Institute of Archaeology, University of California, Los Angeles, 1986-2003.
- Prehistory: The Making of the Human Mind, Weidenfeld & Nicolson, London 2007. ISBN 0-297-85120-9, Trad. it. Preistoria. L'alba della mente umana, Einaudi, Torino 2011